# بروتوكول إدارة أجهزة تحالف الجوال المفتوح
بروتوكول إدارة أجهزة تحالف الجوال المفتوح OMA DM عبارة عن بروتوكول لإدارة الأجهزة المحمولة أعدّته مجموعة عمل إدارة الأجهزة (DM) التابعة لتحالف الجوال المفتوح (OMA) ومجموعة عمل مزامنة البيانات (DS). المواصفات المعتمدة الحالية لـبرتوكول OMA DM هي الإصدار 1.2.1 ،  وأحدث التعديلات التي تمت على هذا الإصدار هي التي تم نشرها في يونيو 2008. وكان من المقرر الانتهاء من الإصدار المرشح 2.0 في سبتمبر 2013.

## نظرة عامة
تم تصميم مواصفات بروتوكول إدارة الأجهزة OMA DM لإدارة الأجهزة المحمولة مثل الهواتف المحمولة وأجهزة المساعد الرقمي الشخصية وأجهزة الكمبيوتر اللوحية،  ويهدف برتوكول إدارة الأجهزة إلى دعم الاستخدامات التالية:
- التزويد - تكوين الجهاز (بما في ذلك الاستخدام لأول مرة) ، وتفعيل الخواص وتعطيلها
- تكوين الجهاز - للسماح بإجراء تغييرات على إعدادات ومعلمات الجهاز
- ترقيات البرامج - توفير برامج جديدة و / أو تحديثات بها إصلاحات للأخطاء البرمجية ليتم تحميلها على الجهاز ، بما في ذلك التطبيقات وبرامج النظام
- إدارة الأعطال - الإبلاغ عن الأخطاء من الجهاز والاستعلام عن حالة الجهاز

جميع الوظائف المذكورة أعلاه مدعومة بواسطة مواصفات بروتوكول OMA DM ، ويمكن للجهاز بشكل اختياري تنفيذ كل الميزات أو مجموعة فرعية منها. ونظرًا لأن مواصفات بروتوكول OMA DM تستهدف الأجهزة المحمولة بشكل أساسي، فقد تم تصميمها مع مراعاة ما يلي:
- أجهزة صغيرة الحجم ، حيث قد تكون الذاكرة ومساحة التخزين محدودة
- تقييد استهلاك البيانات للاتصالات ، كما هو الحال في الاتصال اللاسلكي
- إجراءات أمنية مشددة ، حيث أن الأجهزة عرضة لهجمات القرصنة المعلوماتية ؛ المصادقة والتحديات جزء من المواصفات

## روابط خارجية
- JSR 233: مواصفات إدارة ومراقبة الأجهزة المحمولة J2EE
- مجموعة عمل إدارة جهاز OMA
- Open Mobile Alliance - نظرة عامة على إدارة الجهاز
- محاكي OMA-DM مفتوح المصدر - مشروع Eclipse Koneki